# Культурно-исторический тип
Культурно-исторический тип — понятие политической теории Николая Данилевского, сформулированное в его книге «Россия и Европа»; система взглядов, определяемая культурными, психологическими и иными факторами, присущими народу или совокупности близких по духу и языку народов. 
Культурно-исторический тип отождествляется с «самобытной цивилизацией» и признается «положительным деятелем человечества».
В IV главе он выделяет 10 типов:
1. Египетский- развили науку во многих областях, на что даже не способна современная наука.
2. Китайский (включая Японию) («китайская цивилизация»)
3. Ассиро-вавилоно-финикийский — «древнесемитический», «халдейский»
4. Индийский
5. Иранский («персидский»)
6. Еврейский — развили религию (монотеизм)
7. Греческий («греческая цивилизация») — развили искусство
8. Римский («римская цивилизация») — развили право. Развился на базе этрусской цивилизации.
9. Аравийский («арабский») или «ново-семитический»
10. Романо-германский или европейский — развили естествознание.

Также Данилевский к ним причисляет мексиканский и перуанский типы, а также будущий славянский тип («новая славянская цивилизация»).
Помимо культурно-исторических типов человечество содержит «отрицательных деятелей человечества» (Бичи Божьи) и «этнографический материал» — исторические небытие или периферия культурно-исторического типа (финны, кельты). 
Для формирования культурно-исторического типа необходим ряд факторов: языковое родство и политическая независимость. 
Ход развития культурно-исторического типа напоминает многолетнее одноплодное растение и делится на три периода: рост, цветение и плодоношение.